# Forges (Orne)
Forges foi uma comuna francesa na região administrativa da Normandia, no departamento Orne. Estendia-se por uma área de 4,96 km². Em 2010 a comuna tinha 226 habitantes (densidade: 45,6 hab./km²).
Em 1 de janeiro de 2016, passou a formar parte da nova comuna de Écouves.